# Be My Wife (canção)
"Be My Wife" é uma canção e um single do músico britânico David Bowie.
A sua presença no álbum Low destoa da atmosfera eletrônica do disco. A canção também apresenta uma letra mais convencional, mais próxima de uma faixa de rock do que das letras fragmentadas das outras faixas do álbum.
A canção contém uma abertura de piano de ragtime, que combina, de certa forma, com a letra "retrô", mas logo contrasta com um fundo de guitarra e bateria. A letra se repete durante a faixa, mudando o espaçamento lírico entre os versos da canção. A faixa termina com um fadeout simples, com o riff introdutório de ragtime sendo repetido indefinidamente e o resto da banda tocando ao fundo.
"Be My Wife" foi o segundo single de Low, após "Sound and Vision", mas se tornou o primeiro lançamento de Bowie desde "Changes" a não entrar para as paradas britânicas.
A faixa foi tocada ao vivo nas várias turnês após seu lançamento, e se diz que Bowie anunciava esta canção durante as apresentações como "uma das minhas favoritas".

## Faixas
1. "Be My Wife" (Bowie) – 2:55
2. "Speed of Life" (Bowie) – 2:45

## Créditos
- Produtores:
  - Tony Visconti
  - David Bowie
- Músicos:
  - David Bowie: vocal, guitarra principal, baixo
  - Carlos Alomar: guitarra rítmica
  - George Murray: baixo
  - Dennis Davis: bateria
  - Roy Young: piano
  - Brian Eno: sintetizador

## Videoclipe
"Be My Wife" foi, aparentemente, o primeiro videoclipe oficial de Bowie desde "Life on Mars". De fato, ambos são muito similares: Bowie está em pé, sozinho, num fundo branco, cantando.

## Outros lançamentos
- A faixa está presente nas seguintes coletâneas:
  - Sound + Vision (1989)
  - Bowie: The Singles 1969-1993 (1993)
- A canção foi lançada como picture disc na coleção Life Time, da RCA.